# Ou Tudo ou Nada
The Full Monty (bra/prt: Ou Tudo ou Nada) é uma comédia cinematográfica britânica de 1997 dirigida por Peter Cattaneo e escrito por Simon Beaufoy.

## Sinopse
Seis desempregados, desesperados, homens sexualmente pouco interessantes, dançarinos pouco experientes, fazem show de striptease e mostram tudo para ganhar dinheiro. Tudo isso na cidade onde residem.

## Elenco
- Robert Carlyle (Gaz)
- Mark Addy (Dave)
- William Snape (Nathan)
- Steve Huison (Lomper)
- Tom Wilkinson (Gerald)
- Paul Barber (Horse)
- Hugo Speer (Guy)
- Leslay Sharp (Jean)
- Emily Woof (Mandy)
- Deirdre Costello (Linda)
- Paul Butterworth (Barry)
- Dave Hill (Alan)
- Bruce Jones (Reg)
- Andrew Livingstone (Terry)

## Prémios e indicações
- Óscar de Melhor Banda Sonora - Comédia/Musical[carece de fontes?]
- 3 nomeações para outras categorias:

Melhor Filme[carece de fontes?], Melhor Diretor[carece de fontes?] e Melhor Argumento Original[carece de fontes?]
- Uma nomeação para o Globo de Ouro, na categoria de Melhor Filme - Comédia/Musical[carece de fontes?]
- Uma nomeação para o César, na categoria de Melhor Filme estrangeiro[carece de fontes?]
- O prémio de Melhor Filme Europeu, no Goya Awards[carece de fontes?]
- O Prémio de Melhor Filme pelo Público no Festival de Edimburgo[carece de fontes?]